# 5 000 mètres féminin aux championnats du monde d'athlétisme 2022
Pour des articles plus généraux, voir Championnats du monde d'athlétisme 2022 et 5 000 mètres aux championnats du monde d'athlétisme.
Navigation
Doha 2019 Budapest 2023
L'épreuve du 5 000 mètres féminin des championnats du monde de 2022 se déroule les 20 et 23 juillet 2022 au sein du stade Hayward Field à Eugene, aux États-Unis.

## Mimimas de qualification
Le minima de qualification est fixé à 15 min 10 s 00, la période de qualification est comprise entre le 27 juin 2021 et le 26 juin 2022.

## Résultats

### Finale
| Rang               | Athlète                     | Pays        | Temps    | Notes |
| ------------------ | --------------------------- | ----------- | -------- | ----- |
| Médaille d'or      | Gudaf Tsegay                | Éthiopie    | 14:46.29 |       |
| Médaille d'argent  | Beatrice Chebet             | Kenya       | 14:46.75 | SB    |
| Médaille de bronze | Dawit Seyaum                | Éthiopie    | 14:47.36 |       |
| 4                  | Margaret Chelimo Kipkemboi  | Kenya       | 14:47.71 | SB    |
| 5                  | Letesenbet Gidey            | Éthiopie    | 14:47.98 |       |
| 6                  | Sifan Hassan                | Pays-Bas    | 14:48.12 | SB    |
| 7                  | Caroline Chepkoech Kipkirui | Kazakhstan  | 14:54.80 |       |
| 8                  | Karoline Bjerkeli Grøvdal   | Norvège     | 14:57.62 |       |
| 9                  | Elise Cranny                | États-Unis  | 14:59.99 |       |
| 10                 | Gloria Kite                 | Kenya       | 15:01.22 |       |
| 11                 | Eilish McColgan             | Royaume-Uni | 15:03.03 |       |
| 12                 | Nozomi Tanaka               | Japon       | 15:19.35 |       |
| 13                 | Jessica Judd                | Royaume-Uni | 15:19.88 |       |
| 14                 | Emily Infeld                | États-Unis  | 15:29.03 |       |
| -                  | Karissa Schweizer           | États-Unis  | DNF      |       |

### Séries
Les 5 premières de chaque série (Q) et les 5 meilleurs temps (q) se qualifient pour la finale.
| Rang | Série | Athlète                     | Pays           | Temps    | Notes |
| ---- | ----- | --------------------------- | -------------- | -------- | ----- |
| 1    | 2     | Letesenbet Gidey            | Éthiopie       | 14:52.27 | Q     |
| 2    | 2     | Caroline Chepkoech Kipkirui | Kazakhstan     | 14:52.54 | Q, SB |
| 3    | 1     | Gudaf Tsegay                | Éthiopie       | 14:52.64 | Q     |
| 4    | 2     | Sifan Hassan                | Pays-Bas       | 14:52.89 | Q, SB |
| 5    | 1     | Dawit Seyaum                | Éthiopie       | 14:53.06 | Q     |
| 6    | 2     | Karoline Bjerkeli Grøvdal   | Norvège        | 14:53.07 | Q     |
| 7    | 2     | Elise Cranny                | États-Unis     | 14:53.20 | Q     |
| 8    | 1     | Beatrice Chebet             | Kenya          | 14:53.34 | Q, SB |
| 9    | 1     | Margaret Chelimo Kipkemboi  | Kenya          | 14:53.45 | Q, SB |
| 10   | 2     | Gloria Kite                 | Kenya          | 14:53.62 | q, SB |
| 11   | 1     | Karissa Schweizer           | États-Unis     | 14:53.69 | Q, SB |
| 12   | 2     | Eilish McColgan             | Royaume-Uni    | 14:56.47 | q, SB |
| 13   | 2     | Jessica Judd                | Royaume-Uni    | 14:57.64 | q     |
| 14   | 2     | Nozomi Tanaka               | Japon          | 15:00.21 | q, SB |
| 15   | 1     | Emily Infeld                | États-Unis     | 15:00.98 | q, SB |
| 16   | 1     | Ririka Hironaka             | Japon          | 15:02.03 | SB    |
| 17   | 2     | Alina Reh                   | Allemagne      | 15:13.92 |       |
| 18   | 2     | Laura Galván                | Mexique        | 15:15.92 |       |
| 19   | 1     | Konstanze Klosterhalfen     | Allemagne      | 15:17.78 |       |
| 20   | 2     | Mariana Machado             | Portugal       | 15:18.09 | PB    |
| 21   | 1     | Maureen Koster              | Pays-Bas       | 15:18.17 |       |
| 22   | 1     | Sarah Lahti                 | Suède          | 15:26.05 |       |
| 23   | 2     | Esther Chebet               | Ouganda        | 15:26.40 |       |
| 24   | 1     | Rahel Daniel                | Érythrée       | 15:31.03 |       |
| 25   | 1     | Amy-Eloise Markovc          | Royaume-Uni    | 15:31.62 | SB    |
| 26   | 2     | Selamawit Teferi            | Israël         | 15:44.30 | SB    |
| 27   | 2     | Rose Davies                 | Australie      | 15:45.95 |       |
| 28   | 1     | Caster Semenya              | Afrique du Sud | 15:46.12 |       |
| 29   | 2     | Joselyn Daniely Brea        | Venezuela      | 15:46.75 | SB    |
| 30   | 1     | Kaede Hagitani              | Japon          | 15:53.39 |       |
| 31   | 2     | Parul Chaudhary             | Inde           | 15:54.03 |       |
| 32   | 1     | Florencia Borelli           | Argentine      | 16:06.36 |       |
| 33   | 2     | Sara Benfares               | Allemagne      | 16:34.23 |       |
| 34   | 1     | Edymar Brea                 | Venezuela      | 16:41.32 |       |
| 35   | 2     | Gracelyn Larkin             | Canada         | 16:48.78 |       |
|      | 1     | Camilla Richardsson         | Finlande       |          | DNF   |
|      | 1     | Natalie Rule                | Australie      |          | DNF   |

## Légende
Records et Performances
- AR : Record continental (area record)
- CR : Record des championnats (championship record)
- MR : Record du meeting (meet record)
- NR : Record national (national record)
- OR : Record olympique (olympic record)
- PR : Record paralympique (paralympic record)
- PB : Record personnel (personal best)
- SB : Meilleure performance personnelle de la saison (season's best)
- WL : Meilleure performance mondiale de l'année (world leader)
- WJR : Record du monde junior (world junior record)
- WR : Record du monde (world record)

Circonstances et Conditions
- DNF : N'a pas terminé (did not finish)
- DNS : N'a pas pris le départ (did not start)
- DQ : Disqualification (disqualification)
- NM : Aucun essai valable enregistré (No Mark)
- Q : Qualifié « directement » au prochain tour (ou à la prochaine compétition), lors d'une compétition majeure, grâce au classement ou à la réalisation des minima (automatic qualifier)
- q : Qualifié au prochain tour (ou à la prochaine compétition), lors d'une compétition majeure, grâce au repêchage ou à la réalisation de l'une des meilleures performances parmi celles des « non qualifiés directement » (grâce au meilleur temps ou à la meilleure distance par exemple) (secondary qualifier)